# Hedal stavkirke
Hedalen stavkirke er en stavkirke i bygden Hedalen i Sør-Aurdal kommune i Innlandet. Kirken er i dag korsformet, men den blev oprindeligt opført som en etskibet stavkirke (langkirke), i stil med Haltdalen stavkirke. Den havde svalegang og apsis.
Stilhistorisk er stavkirken dateret til 1150-1200. Årringdatering viser at tømmeret blev fældet i vinteren 1161-1162. Kirken bestod oprindelig kun af det som nu er den vestlige del af skibet. Portalen mod vest er blandt de vigtigste og bedst bevarede, da den har været beskyttet af svalegangen.
Den ældste del går i vest-østlig retning. Den blev udvidet og ombygget til korskirke i 1699, hvor de nye dele blev udført i laftet tømmer. I 1902 fik kirken et tilbygning i reisverk (konstruktion der minder om bindingsværk). Tagrytteren er fra 1738 og hviler på den laftede del fra 1699. Hedalen var sandsynligvis affolket efter den sorte død i middelalderen. Ifølge et sagn ble kirken genfundet af en jæger efter at have været overladt til sig selv.